# Protaetia tristicula
Protaetia tristicula är en skalbaggsart som beskrevs av Ernst Gustav Kraatz 1898. Protaetia tristicula ingår i släktet Protaetia och familjen Cetoniidae. Inga underarter finns listade i Catalogue of Life.